# John Ellis Martineau

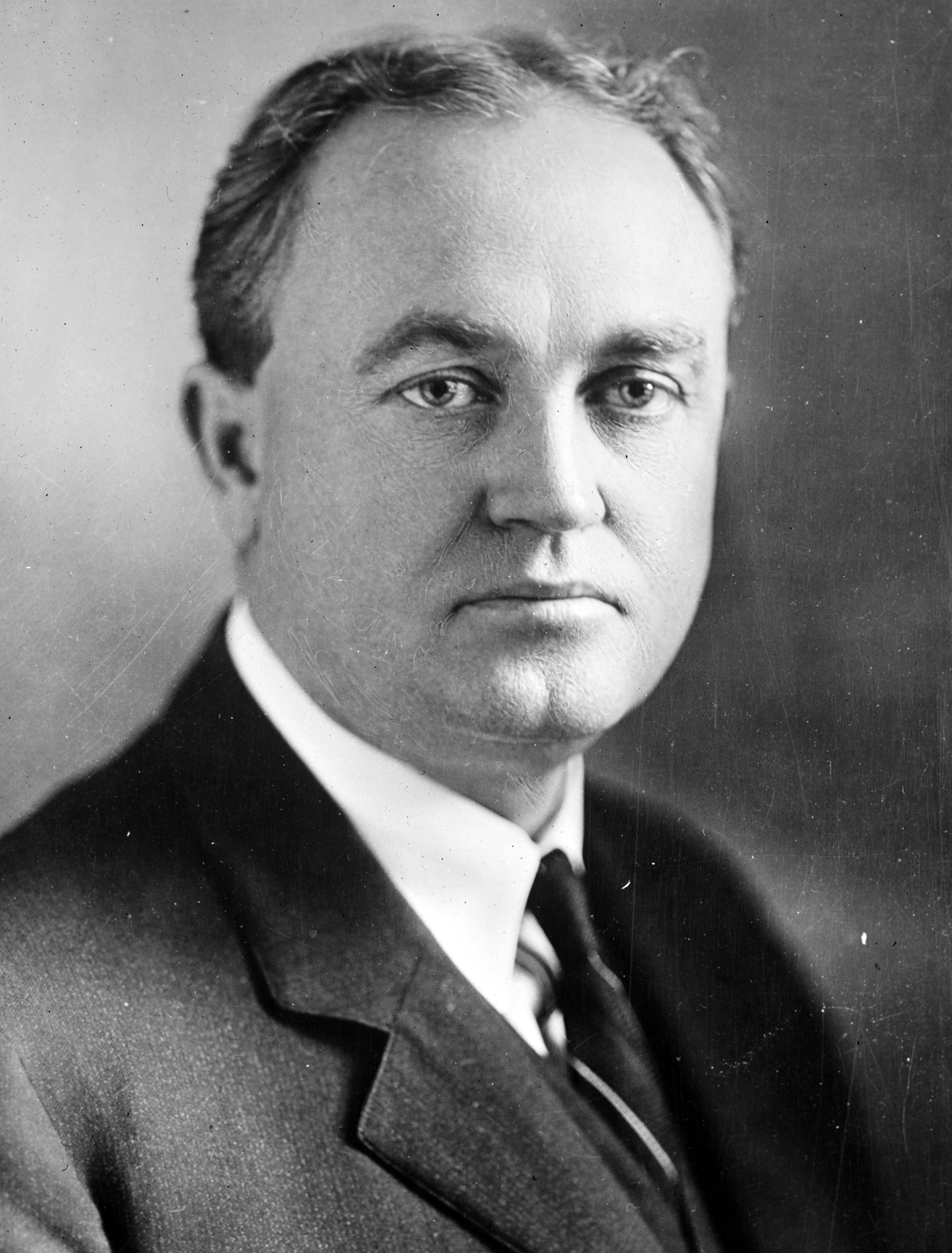
John Ellis Martineau.

John Ellis Martineau, född 2 december 1873 i Clay County, Missouri, död 6 mars 1937 i Little Rock, Arkansas, var en amerikansk demokratisk politiker och jurist. Han var den 28:e guvernören i delstaten Arkansas 1927-1928.
Martineau avlade 1896 sin grundexamen vid University of Arkansas. Han studerade därefter juridik och inledde 1899 sin karriär som advokat i Arkansas. Han var ledamot av Arkansas House of Representatives, underhuset i delstatens lagstiftande församling, 1902-1905. Martineau arbetade från och med 1907 som domare. Han gifte sig 1909 med Ann E. Mitchell. Hustrun dog sex år senare och Martineau gifte 1919 om sig med Mabel Erwin Pittman Thomas.
Martineau blev trea i demokraternas primärval inför 1924 års guvernörsval. Två år senare besegrade han ämbetsinnehavaren Tom Terral i primärvalet. Han vann lätt själva guvernörsvalet.
Lynchningen av John Carter i Little Rock 4 maj 1927 av en pöbel på åtminstone 2 000 personer fick Martineau att kalla in nationalgardet för att lugna situationen. Martineau var emot lynchningar och hans snabba agerande fick honom berömmelse. Han hade redan som domare blivit känd för sin rättvisa och sin principfasta syn på även svarta medborgares rätt till en ordentlig process. Han avgick 1928 som guvernör i och med att han blev utnämnd till en federal domstol.
Martineaus grav finns på begravningsplatsen Roselawn Memorial Park i Little Rock.